# La nit dels marits
La nit dels marits (títol original en anglès: The Bachelor Party) és una pel·lícula estatunidenca dirigida per Delbert Mann, estrenada el 1957. Ha estat doblada al català.

## Argument
Cinc amics es reuneixen per celebrar el comiat de solter d'un d'ells, Arnold. La nit i l'alcohol donaran lloc a múltiples confidències i reflexions. Queda un solter en el grup, Eddie, que és el millor amic d'Arnold. Els altres tres homes casats envegen la vida despreocupada d'Eddie, especialment Charlie, que odia la seva vida però no pot imaginar per què. Treballa durament, va a classes de nit quatre dies a la setmana, i no passa gaire temps amb la seva muller embarassada, Helen. Charlie no vol admetre que encara no vol ser pare. Com la nit el colpeix, Arnold confia les seves inseguretats a Charlie sobre l'amor i el matrimoni. Altra revelació de Walter, el més gran del grup, els fa pensar més en la vida en general.

## Repartiment
- Don Murray: Charlie Samson
- E.G. Marshall: Walter
- Jack Warden: Eddie Watkins
- Philip Abbott: Arnold Craig
- Larry Blyden: Kenneth
- Patricia Smith: Helen Samson
- Carolyn Jones: L'existencialista

## Premis i nominacions

### Nominacions
- 1957: Palma d'Or al Festival de Canes per Delbert Mann
- 1958: Oscar a la millor actriu secundària per Carolyn Jones
- 1958: BAFTA a la millor pel·lícula de qualsevol origen